# Санкт-Міхель (Лунгау)
Санкт-Міхель, також Санкт-Міхель-ім-Лунгау (нім. Sankt Michael im Lungau, на баварському діалекті Michöi) — ярмаркова громада у Австрії, у федеральної землі Зальцбург. Входить до складу округи Тамсвег.
Населення становить 3495 осіб (2010). Займає площу 68,8 км².
Уряд громади складається з 21 члена.

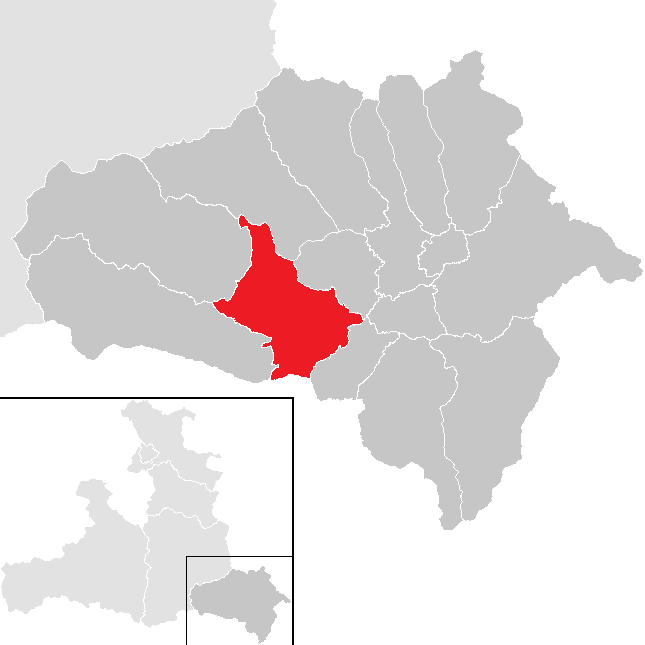
Комуна Санкт-Міхель на карті округи Тамсвег. У лівому нижньому кутку показано розташування округи Тамсвег на карті федеральній землі Зальцбург.